# Mykola Zajtjenkov
Mykola Zajtjenkov (ukrainska: Микола Зайченков), är en ukrainsk kanotist.
Han tog bland annat VM-guld i K-4 200 meter i samband med sprintvärldsmästerskapen i kanotsport 2003 i Gainesville, Georgia.